# Gymnoscelis refusaria
Gymnoscelis refusaria är en fjärilsart som beskrevs av Walker 1861. Gymnoscelis refusaria ingår i släktet Gymnoscelis och familjen mätare. Inga underarter finns listade i Catalogue of Life.